# Tiger Cup 1998
La Tiger Cup 1998 a été accueillie par deux pays : la Birmanie pour les qualifications et le Vietnam pour la phase finale du 26 août au 5 septembre 1998. Elle a été remportée par l'équipe de Singapour.

## Participants
- Brunei
- Cambodge
- Indonésie
- Laos
- Malaisie
- Birmanie
- Philippines
- Singapour
- Thaïlande
- Vietnam

## Phase de qualification

### Groupe A
| Équipe   | Pts | J | V | N | D | Bp | Bc | Diff |
| -------- | --- | - | - | - | - | -- | -- | ---- |
| Laos     | 6   | 2 | 2 | 0 | 0 | 5  | 1  | +4   |
| Birmanie | 3   | 2 | 1 | 0 | 1 | 4  | 4  | 0    |
| Brunei   | 0   | 2 | 0 | 0 | 2 | 2  | 6  | −4   |

| 14 mars 1998 | Birmanie | 4 – 1 | Brunei | Thuwanna YTC Stadium |  |
|              |          |       |        |                      |  |

| 16 mars 1998 | Brunei | 1 – 2 | Laos | Thuwanna YTC Stadium |  |
|              |        |       |      |                      |  |

| 18 mars 1998 | Laos | 3 – 0 | Birmanie | Thuwanna YTC Stadium |  |
|              |      |       |          |                      |  |

### Groupe B
| Équipe      | Pts | J | V | N | D | Bp | Bc | Diff |
| ----------- | --- | - | - | - | - | -- | -- | ---- |
| Singapour   | 6   | 2 | 2 | 0 | 0 | 4  | 0  | +4   |
| Philippines | 1   | 2 | 0 | 1 | 1 | 1  | 2  | −1   |
| Cambodge    | 1   | 2 | 0 | 1 | 1 | 1  | 4  | −3   |

| 24 mars 1998 | Singapour | 1 – 0 | Philippines | Thuwanna YTC Stadium |  |
|              |           |       |             |                      |  |

| 26 mars 1998 | Philippines | 1 – 1 | Cambodge | Thuwanna YTC Stadium |  |
|              |             |       |          |                      |  |

| 28 mars 1998 | Cambodge | 0 – 3 | Singapour | Thuwanna YTC Stadium |  |
|              |          |       |           |                      |  |

## Phase finale
Automatiquement qualifiés
- Indonésie (4e en 1996)
- Malaisie (finaliste en 1996)
- Thaïlande (Tenant du titre)
- Vietnam (Pays-hôte et 3e en 1996)

Issus des qualifications
- Laos
- Birmanie
- Philippines
- Singapour

### Phase de groupe

#### Groupe A
| Équipe      | Pts | J | V | N | D | Bp | Bc | Diff |
| ----------- | --- | - | - | - | - | -- | -- | ---- |
| Thaïlande   | 7   | 3 | 2 | 1 | 0 | 7  | 4  | +3   |
| Indonésie   | 6   | 3 | 2 | 0 | 1 | 11 | 5  | +6   |
| Birmanie    | 4   | 3 | 1 | 1 | 1 | 8  | 9  | −1   |
| Philippines | 0   | 3 | 0 | 0 | 3 | 3  | 11 | −8   |

| 27 août 1998 | Indonésie                                            | 3 – 1 | Philippines | Stade Thong Nhat, Hô-Chi-Minh-Ville |
|              | Widodo Putro 12e · Bima Sakti 43e · Uston Nawawi 64e |       |             |                                     |

| 27 août 1998 | Thaïlande             | 1 – 1 | Birmanie       | Stade Thong Nhat, Hô-Chi-Minh-Ville |  |
|              | Worrawoot Srimaka 20e |       | Aung Khine 64e |                                     |  |

| 29 août 1998 | Thaïlande                                                               | 3 – 1 | Philippines         | Stade Thong Nhat, Hô-Chi-Minh-Ville |  |
|              | Worrawoot Srimaka 20e · Kritsada Piandit 60e · Krairung Threjagsang 85e |       | Loreto Kalajang 33e |                                     |  |

| 29 août 1998 | Indonésie | 6 – 2 | Birmanie              | Stade Thong Nhat, Hô-Chi-Minh-Ville |  |
|              | Aji Santoso 15e · Widodo Putro 30e · Min Min Aung 39e (csc) · Bima Sakti 55e · Mirabaldo Bento 65e · Kurniawan Dwi Yulianto 70e |       | Myo Hlaing Win 2e 78e |                                     |  |

| 31 août 1998 | Birmanie                                                    | 5 – 2 | Philippines              | Stade Thong Nhat, Hô-Chi-Minh-Ville |  |
|              | Win Htike 22e · Myo Hlaing Win 42e 85e · Aung Khine 75e 79e |       | Alfredo Gonzalez 26e 33e |                                     |  |

| 31 août 1998 | Thaïlande                                                              | 3 – 2 | Indonésie                             | Stade Thong Nhat, Hô-Chi-Minh-Ville |  |
|              | Krisada Piandit 63e · Therdsak Chaiman 86e · Mersyid Effendi 90e (csc) |       | Mirabaldo Bento 53e · Aji Santoso 83e |                                     |  |

#### Groupe B
| Équipe    | Pts | J | V | N | D | Bp | Bc | Diff |
| --------- | --- | - | - | - | - | -- | -- | ---- |
| Singapour | 7   | 3 | 2 | 1 | 0 | 6  | 1  | +5   |
| Vietnam   | 7   | 3 | 2 | 1 | 0 | 5  | 1  | +4   |
| Malaisie  | 1   | 3 | 0 | 1 | 2 | 0  | 3  | −3   |
| Laos      | 1   | 3 | 0 | 1 | 2 | 2  | 8  | −7   |

| 26 août 1998 | Singapour                                  | 2 – 0 | Malaisie | Stade Hàng Đẫy, Hanoi |
|              | Rafi Ali 17e · Ahmad Latiff Kamaruddin 42e |       |          |                       |

| 26 août 1998 | Vietnam                                                        | 4 – 1 | Laos                       | Stade Hàng Đẫy, Hanoi |  |
|              | Nguyen Hong Son 30e · Nguyen Van Sy 43e · Le Huynh Duc 85e 90e |       | Keolakhone Channiphone 55e |                       |  |

| 28 août 1998 | Malaisie | 0 – 0 | Laos | Stade Hàng Đẫy, Hanoi |  |
|              |          |       |      |                       |  |

| 28 août 1998 | Vietnam | 0 – 0 | Singapour | Stade Hàng Đẫy, Hanoi |  |
|              |         |       |           |                       |  |

| 30 août 1998 | Singapour                                                                 | 4 – 1 | Laos                       | Stade Hàng Đẫy, Hanoi |  |
|              | Zulkarnaen Zainal 7e · Ahmad Latiff Kamaruddin 10e 19e · Rudy Khairon 57e |       | Kholadeth Phonepachanh 30e |                       |  |

| 30 août 1998 | Vietnam             | 1 – 0 | Malaisie | Stade Hàng Đẫy, Hanoi |
|              | Nguyen Hong Son 50e |       |          |                       |

### Tour final

#### Demi-finales
| 2 septembre 1998 | Vietnam                                                       | 3 – 0 | Thaïlande | Stade Hàng Đẫy, Hanoi |
|                  | Truong Viet Hoang 16e · Nguyen Hong Son 69e · Van Si Hung 79e |       |           |                       |

| 3 septembre 1998 | Singapour                      | 2 – 1 | Indonésie           | Stade Thong Nhat, Hô-Chi-Minh-Ville |  |
|                  | Rafi Ali 16e · Nazri Nasir 30e |       | Mirabaldo Bento 35e |                                     |  |

#### Match pour la3eplace
| 5 septembre 1998 | Thaïlande                                                       | 3 – 3 a. p. | Indonésie                                          | Stade Thong Nhat, Hô-Chi-Minh-Ville |  |
|                  | Chaisan Kewsen 22e · Worrawoot Srimaka 44e · Kowit Foythong 45e |             | Kurniawan Dwi Yulianto 20e · Yusuf Ekodono 41e 89e |                                     |  |
|                  | Tirs au but 4-5                                                 |             |                                                    |                                     |  |

#### Finale
| 5 septembre 1998 | Singapour      | 1 – 0 | Vietnam | Stade Hàng Đẫy, Hanoi |
|                  | Sasi Kumar 71e |       |         |                       |

| Vainqueur de la Tiger Cup 1998 Singapour 1e titre |